# Henry Lawson

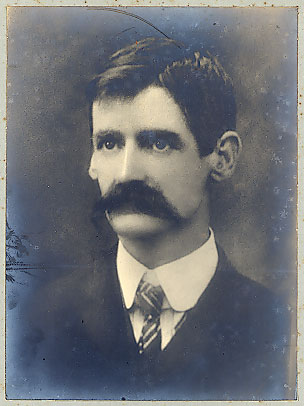
Henry Lawson

Henry Lawson (1867 - 1922) was een Australisch schrijver.
Geboren in een tent van een goudzoeker in Australië werd Lawson een autodidact.
Hij begon zijn carrière als schilder en publiceerde zijn eerste gedicht in 1887 in Sydney in een krant aldaar.
Later stapte Lawson over op proza (De vrouw van de veedrijver).

## Gedichten, korte verhalen, en sketches
- "A Child in the Dark, and a Foreign Father" (kortverhaal, 1902)
- "A Neglected History" (essay)
- "Andy's Gone with Cattle" (gedicht)
- "Australian Loyalty" (essay, 1887)
- "Freedom on the Wallaby" (gedicht, 1891)
- "Saint Peter" (gedicht, 1893)
- "Scots of the Riverina" (gedicht, 1917)
- "Steelman's Pupil" (kortverhaal)
- "The Babies of Walloon (gedicht, 1891)
- "The Bush Undertaker" (kortverhaal, 1892)
- "The City Bushman" (gedicht, 1892)
- "The Drover's Wife" (kortverhaal, 1892)
- "The Geological Spieler" (kortverhaal, 1896)
- "The Iron-Bark Chip" (kortverhaal, 1900)
- "The Loaded Dog" (kortverhaal, 1901)
- "The Teams" (gedicht, 1896)
- "The Union Buries Its Dead" (kortverhaal, 1893)
- "Triangles of Life, and other stories" (korte verhalen, 1916)
- "United Division" (essay, 1888)
- "Up The Country" (gedicht, 1892)

- Australian Dictionary of Biography: lawson-henry-7118
- Bibsys: 90258957
- Bibliothèque nationale de France: cb12075599c (data)
- Catàleg d'autoritats de noms i títols de Catalunya: 981058608490306706
- CiNii: DA02511703
- Gemeinsame Normdatei: 118779028
- International Standard Name Identifier: 0000 0001 0876 2729
- Library of Congress Control Number: n80036700
- MusicBrainz: d261aaf6-c4f2-4ff9-b4fe-36c85b15de3f
- Bibliotheek van het Japanse parlement: 00470195
- Nationale Bibliotheek van Tsjechië: ola2003172345
- Nationale bibliotheek van Australië: 35981786
- Nationale Bibliotheek van Israël: 987007271029105171
- Nationale en Universitaire bibliotheek Zagreb: 000177212
- Nederlandse Thesaurus van Auteursnamen: 069010803
- Réseau des bibliothèques de Suisse occidentale: 02-A003501964
- Istituto Centrale per il Catalogo Unico: LO1V088188
- LIBRIS: 316548
- SNAC: w6dr2v24
- Système universitaire de documentation: 029048370
- Museum of New Zealand Te Papa Tongarewa: 37584
- Trove: 593468
- Virtual International Authority File: 19701665
- WorldCat: E39PBJkD6YV7W3cvyffprYDpfq